# Ceriagrion tricrenaticeps
Ceriagrion tricrenaticeps là một loài chuồn chuồn kim trong họ Coenagrionidae.
Loài này được xếp vào nhóm Loài ít quan tâm trong sách Đỏ của IUCN năm 2008.
Ceriagrion tricrenaticeps được miêu tả khoa học năm 1984 bởi Legrand.